# Edestus giganteus
Edestus giganteus (também conhecido como tubarão-dente-de-tesoura) é uma espécie de tubarão que viveu nos oceanos durante o Carbonífero tardio (entre 306 e 299 milhões de anos atrás).
Pouco se sabe sobre o E. giganteus, afora o que se descobriu a partir de um único conjunto de dentes atualmente guardado no Museu Americano de História Natural, em Nova Iorque. Estudos paleontológicos indicam, ao contrário do que ocorre com tubarões modernos, os dentes do tubarão-dente-de-tesoura não caíam quando quebravam ou ficavam gastos. Ao invés disso, novos dentes continuavam crescendo próximo do final da boca, assim como a gengiva, eventualmente empurrando dentes e gengivas mais antigos para a frente, até eles serem projetados para fora da boca. Não está clara a função desses estranhos dentes.
Os E. giganteus cresciam até cerca do tamanho dos modernos tubarões brancos, o que provavelmente o fazia um dos predadores do topo da cadeia alimentar em seus dias. Assim como todos os demais membros do seu gênero, não é claro como o tubarão-dente-de-tesoura caçava e comia sua presa.

## Nota
- Este artigo foi inicialmente traduzido, total ou parcialmente, do artigo da Wikipédia em inglês cujo título é «Edestus», especificamente desta versão.